# NH투자증권
엔에이치투자증권(주)(영어: NH INVESTMENT & SECURITIES CO.,LTD.)은 농협중앙회 산하 NH농협금융지주의 증권회사로 2022년 3월 기준 자기자본은 7.2조이다. 주요 사업은 유가증권 매매, 유가증권 위탁매매, 유가증권 인수, 유가증권매매 중개, 증권저축 등이다.

## 연혁
- 1969년 1월 : 한보증권으로 설립
- 1975년 7월 : 상호명을 한보증권에서 대보증권으로 변경
- 1982년 7월 : 상호명을 대보증권에서 럭키증권으로 변경
- 1995년 3월 : 상호명을 럭키증권에서 LG증권으로 변경
- 1999년 10월 : 상호명을 LG증권에서 LG투자증권으로 변경
- 2004년 5월 : LG그룹에서 LG카드로 대주주 변경
- 2004년 12월 : 우리금융그룹에 편입
- 2005년 4월 : 상호명을 LG투자증권에서 우리투자증권으로 변경
- 2014년 6월 : 상호명을 우리투자증권에서 NH투자증권으로 변경
- 2015년 1월 : NH농협증권과 우리투자증권이 합병하여 NH투자증권 출범
- 2025년 7월: 대주주 및 농협금융지주를 대상으로 6,500억원 규모의 제3자배정 유상증자[1]

## 같이 보기
- 농업협동조합 (대한민국)
- NH농협은행